# Hillman Speed Model
Das Hillman Brooklands 10 hp Speed Model ist ein zweisitziger Roadster, den der britische Autohersteller Hillman 1920 herausbrachte.
Das leichte Fahrzeug sieht einem Cyclecar ähnlich und hat einen 4-Zylinder-Reihenmotor mit 1122 cm³ Hubraum, der die Hinterräder antreibt. Der Motor leistet 18,4 kW (25 bhp). Im selben Jahr wurde das Modell wieder eingestellt.